# Cesare Damiano
Giuseppe Fioroni (ur. 15 czerwca 1948 w Cuneo) – włoski polityk, działacz związkowy, były minister pracy, parlamentarzysta.

## Życiorys
W 1968 ukończył szkołę średnią, po czym podjął pracę zawodową w Turynie metalurgicznej. W 1970 zaangażował się w działalność związkową w ramach Włoskiej Powszechnej Konfederacji Pracy. Od 1976 zasiadał we władzach jednego ze związków zawodowych branży metalurgicznej, w latach 80. stał na czele jego struktur w Piemoncie.
W latach 90. sprawował funkcje kierownicze w centrali CGIL. Podjął także działalność polityczną w ramach partii Demokraci Lewicy. Od 2001 wchodził w skład sekretariatu krajowego tego ugrupowania.
W wyborach parlamentarnych w 2006 został z ramienia koalicyjnego Drzewa Oliwnego wybrany do Izby Deputowanych XV kadencji. 17 maja 2006 objął stanowisko ministra edukacji w rządzie Romano Prodiego. Urząd ten sprawował do 8 maja 2008. W przedterminowych wyborach w tym samym roku uzyskał (z listy Partii Demokratycznej) mandat posła XVI kadencji. Utrzymał go w 2013 na XVII kadencję.